# Poekilopleuron
Poekilopleuron is een geslacht van vleesetende theropode dinosauriërs dat tijdens het middelste Jura leefde in het gebied van het huidige Frankrijk.

## Vondst en naamgeving

### Poekilopleuron bucklandii
In juli 1835 vond Jacques Amand Eudes-Deslongchamps in een groeve bij het dorpje La Maladrerie nabij Caen het gedeeltelijke skelet van een roofsauriër. In 1837 benoemde en beschreef hij op basis hiervan de typesoort Poekilopleuron bucklandii. De geslachtsnaam is afgeleid van het Klassiek Griekse poikilos, "gevarieerd" en pleuron, "rib", een verwijzing naar de drie soorten ribben die Eudes-Deslongchamps onderscheidde. De soortaanduiding eert William Buckland. Eudes-Deslongchamps was in dit geval wat onhandig in zijn naamgeving. Om te beginnen maakte hij de fout de geslachtsnaam maar gedeeltelijk te latiniseren. In het Grieks had de naam "poikilopleuron" moeten zijn, in het Latijn "poecilopleurum". In Eudes-Deslongchamps' aantekeningen uit 1835 heeft hij het overigens over een "Poecilopleuron bucklandi" zoals we weten door een aanhaling door Heinrich Georg Bronn uit 1838. De onnozele spelling lokte allerlei verbeteringen door latere paleontologen uit; naar huidige normen heeft het oorspronkelijke Poekilopleuron echter prioriteit en is de geldige naam. Nog ongelukkiger was de soortaanduiding. Eudes-Deslongchamps was de overeenkomst tussen zijn vondst en de dinosauriër Megalosaurus bucklandii opgevallen. Hij meende dat het weleens om een exemplaar van deze laatste soort zou kunnen gaan. Uit bescheidenheid gaf hij zijn sauriër maar vast dezelfde soortaanduiding, dan zou men later alleen de geslachtsnaam hoeven aan te passen!
Het fossiel is gevonden in de Calcaire de Caen-formatie die dateert uit het middelste Bathonien, ongeveer 166 miljoen jaar oud. Het bestond uit een gedeeltelijk skelet waaraan schedel en onderkaken ontbraken. De gevonden elementen omvatten: nekribben, 21 staartwervels, zes chevrons, ribben, buikribben, een schouderblad, een voorpoot met opperarmbeen. ellepijp, spaakbeen, het eerste middenhandsbeen en het eerste vingerkootje van de eerste vinger; en een achterpoot met dijbeen, onderkant van het scheenbeen, gedeeltelijk kuitbeen, sprongbeen, derde middenvoetsbeen en alle teenkootjes en -klauwen met uitzondering van het eerste van de vierde teen. Daarnaast werden er nog tien gastrolieten, maagstenen, gevonden. Dit holotype was opgeslagen in de Musée de la Facultée des Sciences de Caen. In 1944 werd deze stad tijdens de Slag om Normandië door zware geallieerde bombardementen met de grond gelijkgemaakt waarbij ook dit fossiel verloren ging. Van de buikribben en de twee ledematen waren echter in 1897 afgietsels gemaakt die nog bewaard worden in het Parijse Muséum National d'Histoire Naturelle met inventarisnummer 1897-2. Ook het Yale Peabody Museum heeft een set afgietsels, YPM 4938.
De eerste die een verbeterde spelling gebruikte, i.c. "Poecilopleuron", was Leopold Fitzinger in 1843. Richard Owen spelde de naam in 1876 als "Poikilopleuron", een variant die lang gebruikt zou worden: nog in 2006 verschijnt hij in een publicatie van Octavio Mateus. Sommige spellingen verschenen maar een enkele keer, zoals "Poikelopleuron" van Samuel Wendell Williston in 1878, wat niet zozeer een verbetering was als zelf een verschrijving.
In 1879 was John Whitaker Hulke de eerste die, zoals Eudes-Deslongchamps al voorzien had, oordeelde dat Poekilopleuron bucklandii een jonger synoniem was van Megalosaurus bucklandii, iets wat bevestigd werd door John Clavell Mansel-Pleydell in 1888. Een dergelijke gelijkstelling leverde geen naamgevingsproblemen op. Dat werd anders toen Friedrich von Huene in 1923 concludeerde dat Poekilopleuron bucklandii een aparte soort was, maar wel binnen het geslacht Megalosaurus. Toen werd duidelijk hoe ondoordacht het was geweest van Eudes-Deslongchamps om dezelfde soortaanduiding te gebruiken want nu kon men beide soorten niet meer uit elkaar houden daar beiden dan een Megalosaurus bucklandii waren. Von Huene loste dit op door de soort te hernoemen waarbij hij de oude geslachtsnaam als soortaanduiding gebruikte wat een Megalosaurus poekilopleuron opleverde. Latere onderzoekers bleven meestal Poekilopleuron als geslachtsnaam toepassen.

### Latere soorten
Naast de typesoort werden er nog andere soorten in het geslacht benoemd. Voor de nieuwe soorten uit het midden van de negentiende eeuw geldt dat het naar moderne inzichten raadselachtig is waarom er eigenlijk een verband met Poekilopleuron gelegd werd. Dit weerspiegelt het gebrek aan kennis over grote theropoden in die periode.
In 1869 hernoemde Edward Drinker Cope Laelaps gallicus tot een Poekilopleuron gallicum.
In 1870 benoemde Joseph Leidy een Poicilopleuron valens gebaseerd op een stuk wervelboog. Het gaat vermoedelijk om een fossiel van Allosaurus, dat echter onvoldoende determineerbaar is om als type te dienen voor dat geslacht.
In 1876 benoemde Owen een Poikilopleuron pusillus. In 1879 hernoemde Cope dat tot een Poekilopleuron minor. Harry Govier Seeley schiep er in 1877 het geslacht Aristosuchus voor.
In 1883 benoemde W.A. Kiprijanow een Poekilopleuron schmidti waarvan de soortaanduiding Friedrich Schmidt eert. De soort is gebaseerd op wat ribben van onbestemde herkomst en een middenhandsbeen van een sauropode dat door Kiprijanow voor een theropode wervelcentrum aangezien werd; deze chimaera is daarmee een nomen dubium.
In 2002 benoemde Ronan Allain een schedel als Poekilopleuron valesdunensis. In 2005 benoemde hij hiervoor echter een apart geslacht: Dubreuillosaurus.

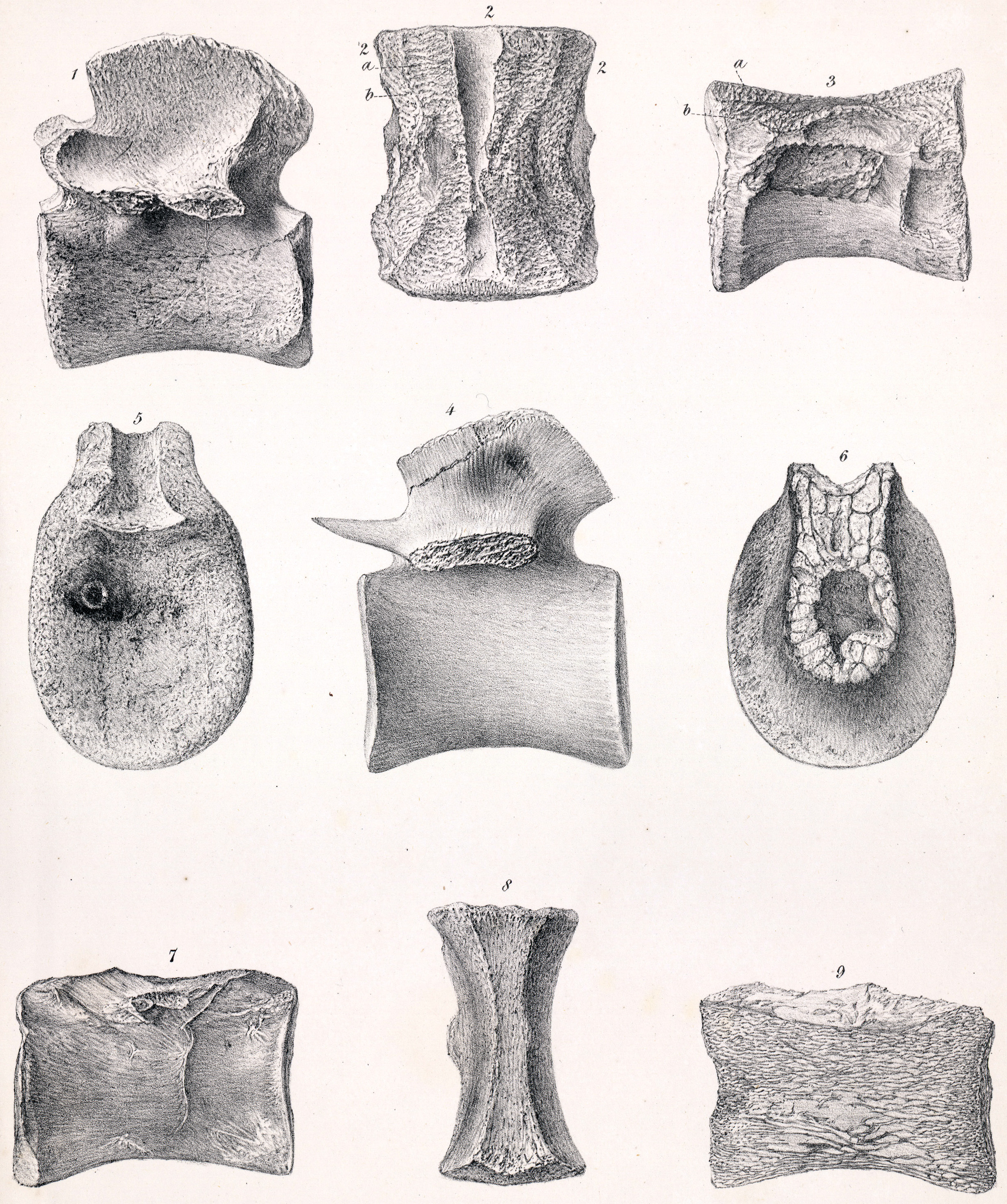
Een wervel uit het Krijt van Sussex door Owen ten onrechte aan Poekilopleuron toegewezen

Eudes-Deslongchamps had al in 1837 een tand aan een onbepaalde Poekilopleuron sp. toegewezen; een verband met P. bucklandii kan niet worden aangetoond. Owen zou verschillende megalosauroïde resten bij het taxon onderbrengen, naar huidige inzichten ongefundeerd. In 1854 wees hij bijvoorbeeld een derde ruggenwervel gevonden in de Weald Clay van het vroege Krijt aan een Poecilopleuron sp. toe; alleen al de datering sluit een verband met P. bucklandii uit.

## Beschrijving
Door het ontbreken van de kop en het grootste deel van de romp is het niet mogelijk een heel goed beeld te krijgen van het dier. Het gaat om een grote tweevoetige roofsauriër van ongeveer negen meter lengte.
Het dier toont enkele onderscheidende kenmerken. De doornuitsteeksels op de middelste staartwervels zijn even lang als de hoogte van hun wervelcentra; bij de meeste grote theropoden zijn ze een stuk korter. Het opperarmbeen heeft een deltopectorale kam die tot het midden van de schacht naar beneden reikt. De ellepijp mist de processus olecrani, een zeer uitzonderlijke toestand voor een theropode. De onderkant van het spaakbeen is even breed als de bovenkant. Het spaakbeen heeft een welgevormde processus ulnaris halverwege de middelste achterrand. Het uitsteeksel waarmee het sprongbeen aan het scheenbeen vergroeid is heeft een bolle zijrand.
Zeldzaam compleet bij het fossiel zijn de buikribben of gastralia, waarvan er veertien paar bewaard zijn gebleven, vermoedelijk een volledige verzameling vormend. Ze vertegenwoordigen de eerste zodanige structuur die van een theropode gevonden is, maar de kenmerken ervan zijn niet heel uitzonderlijk.
Het opperarmbeen is 31 centimeter lang en vrij slank gevormd. De onderarm waarin de ellepijp achttien en het spaakbeen zeventien centimeter telt, is daarentegen robuust en kort. Samen levert het toch een voor een grote theropode tamelijk lange arm op van ruim zestig centimeter. De functie ervan is niet geheel duidelijk. De grote aanhechtingskam voor de spieren op het opperarmbeen en de stevige onderarm wijzen op een rol in het vangen van de prooi, maar daarbij was de onderarm kennelijk niet erg mobiel gezien het ontbreken van de processus olecrani tenzij deze als kraakbeen aanwezig was.

## Fylogenie
Doordat het een vrij vroege vondst was, is Poekilopleuron in de loop der tijd bij vele groepen ingedeeld. Eudes-Deslongchamps kwam in 1837 niet verder dan een Reptilia; de Dinosauria moesten nog benoemd worden. Daarna volgden toewijzingen aan een aantal taxa die zelf alweer vergeten zijn of sterk in hun inhoud veranderd: de Pleurosauri (Fitzinger in 1843), de Dactylopodes (Hermann von Meyer in 1845); de Sauria (Friedrich August von Quenstedt in 1852); de Amphicoelia (Owen in 1861); de Coelospondilia (Owen in 1876); de Ornithoscelida (Williston in 1878); de Plateosauridae (von Huene in 1909); of de Pachypodosauria (von Huene in 1914).
De eerste plaatsing die nu nog relevant is, kwam in 1870 toen Poekilopleuron door Thomas Huxley werd ondergebracht bij de Megalosauridae, wat een gebruikelijke indeling zou blijven. Sommige recente onderzoeken plaatsen de soort echter binnen de Carnosauria in de Sinraptoridae. De meeste analyses geven de soort daarentegen ergens in de ten opzichte van de Megalosauridae ruimere Megalosauroidea, soms basaal, soms in de Megalosaurinae, soms in de Eustreptospondylidae.